# 布倫滕約赫山
47°31′56″N 10°34′56″E / 47.53222°N 10.58222°E

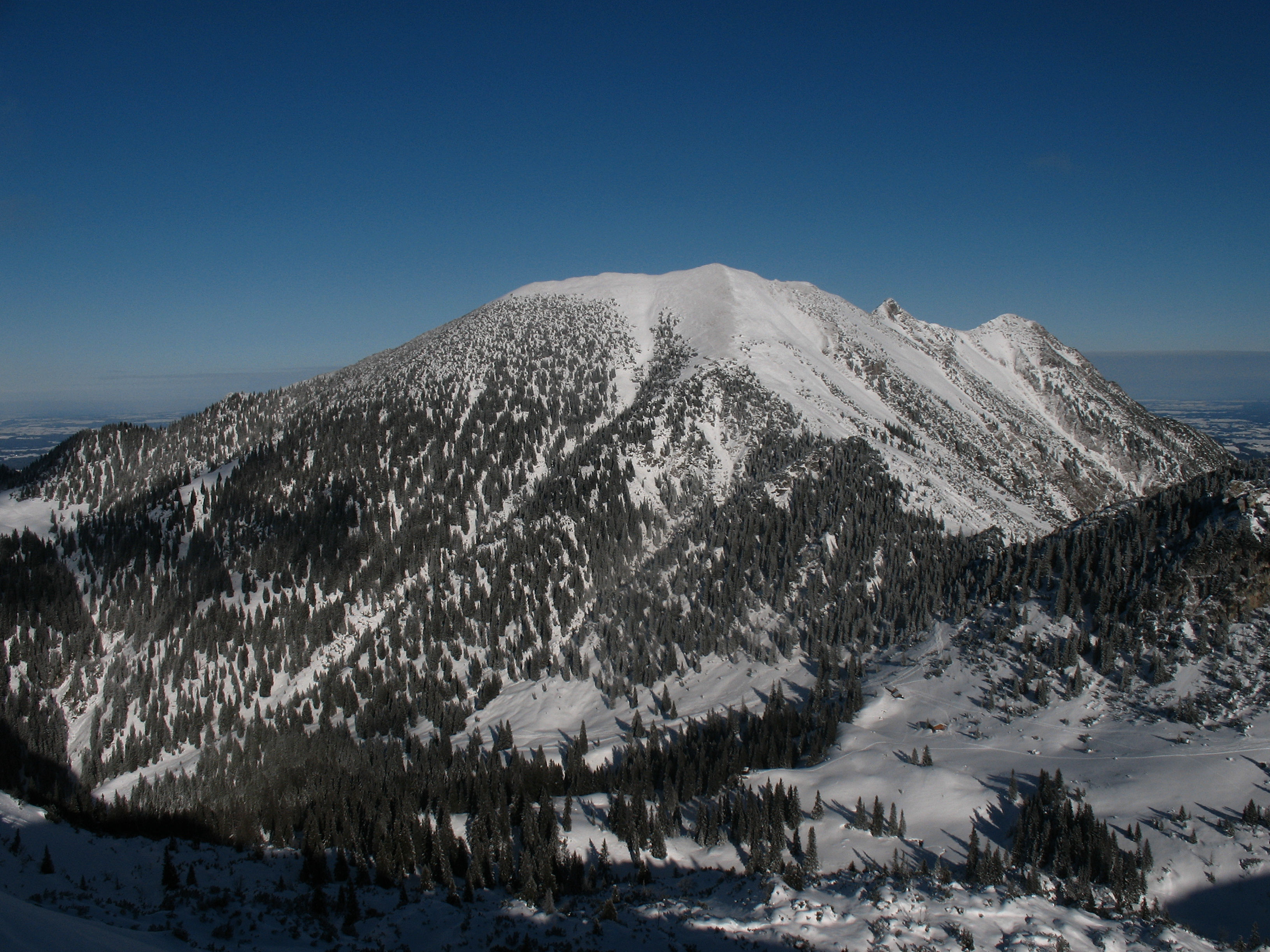

布倫滕約赫山（德語：Brentenjoch），是奧地利的山峰，位於該國西部，由蒂羅爾州負責管轄，屬於阿爾高阿爾卑斯山脈的一部分，距離大施利克山3.7公里，海拔高度2,000米，每年平均降雨量1,698毫米。